# Vztyčení kříže (Rubens)
Vztyčení kříže je obraz vlámského malíře Petera Paula Rubense, pocházející pravděpodobně z let 1610 až 1611.

## Kompozice
Malíř Peter Paul Rubens zde zvolil – možná na naléhání zadavatele – středověkou formu triptychu. Jde o jedno z nejvelkolepějších Rubensových děl, které poprvé představil antverpské veřejnosti. Rubensovi se podařilo zachytit vnitřní i vnější dynamiku, malba má vyvážené barvy, děj, sílu a napětí. Kompozice s mnoha těsně vedle sebe umístěnými postavami ve spojení s důkladně promyšlenou, symetrickou a zároveň dynamickou výstavbou ukazují tu stránku barokního malířství, jak si ji nejčastěji představujeme. Postranní tabule a střední tabuli spojuje v prostorovou jednotu velký oblouk, který vytváří dynamickou rovinu pro vztyčení kříže. Kompozičně důležitý je i pes, sedící v levém dolním rohu střední tabule. Rubens jím naznačuje protilehlou diagonálu, která vyvažuje sklon hlavního ramene vztyčovaného kříže.

## Popis obrazu
Devět silných mužů je zachyceno v okamžiku vztyčování kříže s Kristem. Využívají k tomu příkrý svah. Na atletických postavách lze vysledovat práci každého jednotlivého svalu. Rubens si nejprve připravil každý pohyb v pečlivé kresbě, teprve pak pracoval na olejové skice. Tak dosáhl dojmu bezprostřednosti. To odpovídalo protireformační zásadě, podle které věřící měl být osloven či vztažen do děje na obraze tak, aby mohl vše prožívat. Pozornost je soustředěna na ukřižovaného. Světlem zalitý Kristus obrací hlavu k nebi, vzhůru k Bohu otci. V horní polovině Kristova těla je znát ozvěna antické plastiky Láokoón a jeho synové. Rubens ji rád kreslil z různých perspektiv. Láokoón byl považovám za ztělesnění smrtelného zápasu a ve Vztyčení kříže je postaven do služeb křes̥ťanské myšlenky spasení. Na spodní část levé postranní tabule umístil Rubens skupinu žen a dětí spolu s Marií a Janem. Všichni společně couvají, také tím přispívají k celkovém dění. Na pravé postranní tabuli skupinu není vidět, jsou zakryti kapitánem na koni. Ten spolu se svým mužstvem rozkazuje vztyčit kříž. Za ním přibíjejí na kříže dva lotry odsouzené spolu s Ježíšem. Rubensovi se v obraze podařilo zachytit vnitřní i vnější dynamiku, malba má vyvážené barvy, děj, sílu a napětí. Kompozice s mnoha těsně vedle sebe umístěnými postavami ve spojení s důkladně promyšlenou, symetrickou a zároveň dynamickou výstavbou představuje tu nejlepší stránku barokního malířství.
Triptych Vztyčení kříže byl po svém dokončení umístěn v antverpském kostele sv. Valburgy. Následně Rubens vytvořil další triptych, jehož ústřední obraz představuje scénu Snímání z kříže. Tento triptych byl určen přímo pro antverpskou katedrálu Panny Marie. Po zboření kostele sv. Valburgy byl i první triptych přemístěn do antverpské katedrály, kde lze obě díla dodnes obdivovat.